# بيتر بوتير
بيتر بوتير (بالإنجليزية: Peter Potter)‏ هو كاهن أنجليكاني بريطاني، ولد في 1946.